# Chiesa cattolica nelle Seychelles
La Chiesa cattolica nelle Seychelles è parte della Chiesa cattolica universale in comunione con il vescovo di Roma, il papa.

## Storia
Il cattolicesimo raggiunge l'arcipelago solo verso la fine del Settecento, ma solo saltuariamente un sacerdote, da Mauritius o da La Riunione può raggiungere le isole, anche perché l'arrivo dei protestanti è di ostacolo ad una presenza fissa di preti cattolici.
Nel 1819 il territorio delle Seychelles è compreso nel vastissimo territorio del vicariato apostolico di Mauritius, di recente costituzione, che raggiungeva perfino il Sudafrica.
Il 1º marzo 1851 sbarca a Mahé il Cappuccino savoiardo padre Léon des Avanchers; la sua opera evangelizzatrice porta alla costituzione, in poco tempo, di una comunità di un centinaio di persone. L'anno successivo Propaganda Fide erige la prefettura apostolica delle Seychelles, che diventerà vicariato apostolico nel 1880 e diocesi il 14 luglio 1892.
Nel 1921 ai Cappuccini della Savoia subentreranno quelli della Svizzera, che continueranno l'opera missionaria fino alla loro definitiva partenza nel 1975. Nel frattempo altre Congregazioni religiose raggiungono le isole, i Gesuiti e gli Spiritani; il 1950 è l'anno dell'ordinazione sacerdotale del primo prete indigeno e nel 1975 è ordinato il primo vescovo nativo delle isole.
Il 1º dicembre 1986 le Seychelles ricevono la visita di papa Giovanni Paolo II.

## Organizzazione ecclesiastica e statistiche
La Chiesa cattolica è presente nell'arcipelago con una sola circoscrizione ecclesiastica, la diocesi di Port Victoria, immediatamente soggetta alla Santa Sede.
Secondo l'Annuario Pontificio del 2008, al 31 dicembre 2007 la diocesi contava 71.350 battezzati su una popolazione totale di 83.942 abitanti, pari all'84,9%. A quella data essa aveva 16 preti, 10 religiosi, 45 suore, e 17 parrocchie.
L'episcopato è membro di diritto della Conferenza Episcopale dell'Oceano Indiano, che raggruppa i vescovi di Comore, Mauritius, Riunione, Mayotte e Seychelles.

## Nunziatura apostolica
La nunziatura apostolica delle Seychelles è stata istituita il 27 luglio 1984 con il breve Ut Ecclesiae ipsius di papa Giovanni Paolo II. Il nunzio risiede in Madagascar.

### Nunzi apostolici
- Clemente Faccani, arcivescovo titolare di Serra (7 febbraio 1985 - 14 maggio 1994 dimesso)
- Blasco Francisco Collaço, arcivescovo titolare di Ottava (14 maggio 1994 - 13 aprile 1996 nominato nunzio apostolico in Bulgaria)
- Adriano Bernardini, arcivescovo titolare di Faleri (15 giugno 1996 - 24 luglio 1999 nominato nunzio apostolico in Cambogia, Singapore e Thailandia e delegato apostolico in Laos e Brunei)
- Bruno Musarò, arcivescovo titolare di Abari (25 settembre 1999 - 10 febbraio 2004 nominato nunzio apostolico in Guatemala)
- Augustine Kasujja, arcivescovo titolare di Cesarea di Numidia (22 aprile 2004 - 2 febbraio 2010 nominato nunzio apostolico in Nigeria)
- Eugene Martin Nugent, arcivescovo titolare di Domnach Sechnaill (13 marzo 2010 - 10 gennaio 2015 nominato nunzio apostolico ad Haiti)
- Paolo Rocco Gualtieri, arcivescovo titolare di Sagona (26 settembre 2015 - 6 agosto 2022 nominato nunzio apostolico in Perù)
- Tomasz Grysa, arcivescovo titolare di Rubicon, dal 9 febbraio 2023